# Strättligen

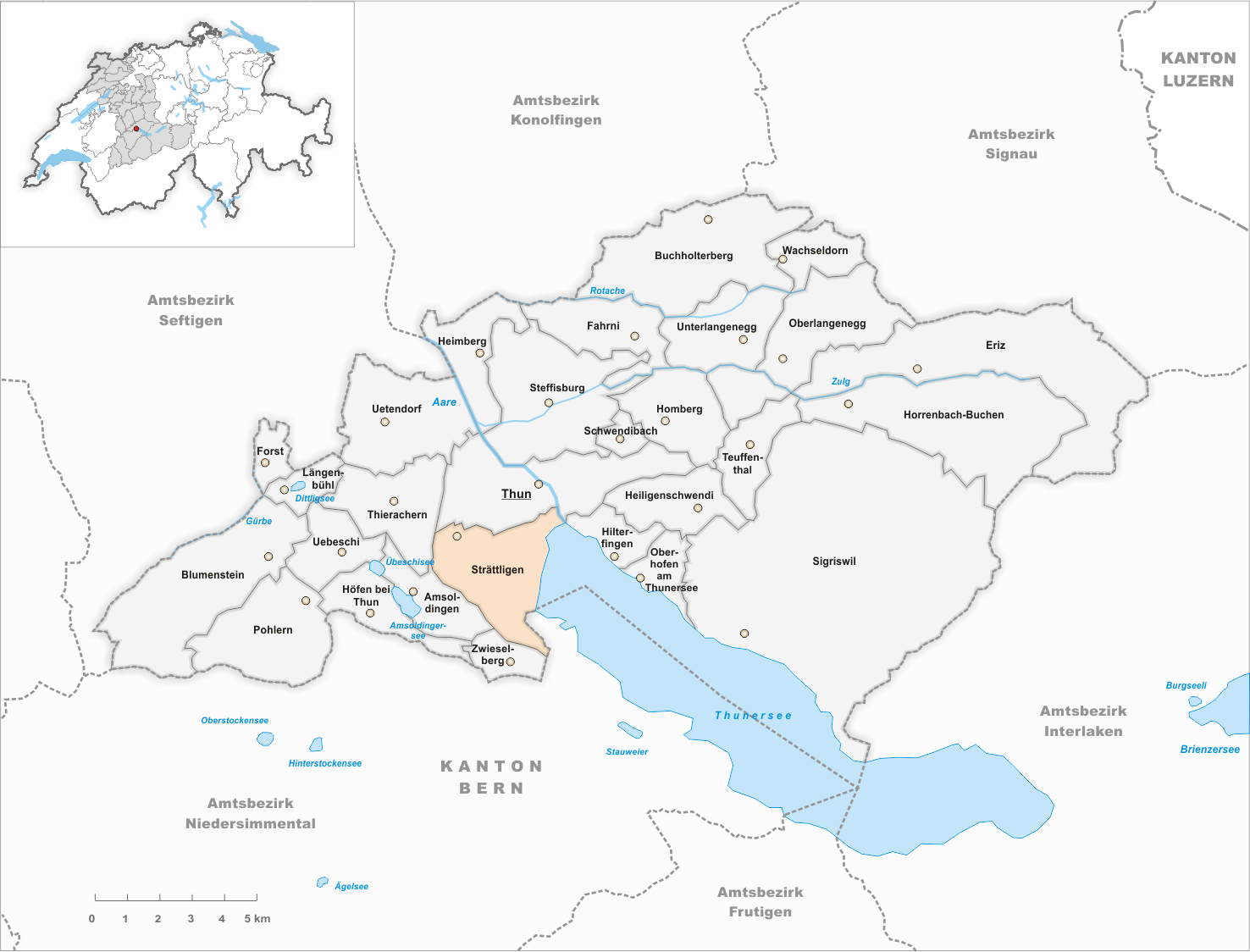
Gemeindestand vor der Fusion am 1. Januar 1920

Strättligen war der Name einer Gruppe von Ortschaften in der politischen Gemeinde Thun im Verwaltungskreis Thun des Schweizer Kantons Bern. Bis zum 31. Dezember 1919 war Strättligen eine eigene politische Gemeinde. Am 1. Januar 2020 fusionierte sie zur Gemeinde Thun.
Unter dem Namen Strättligen existiert noch die Burgergemeinde.

## Geographie

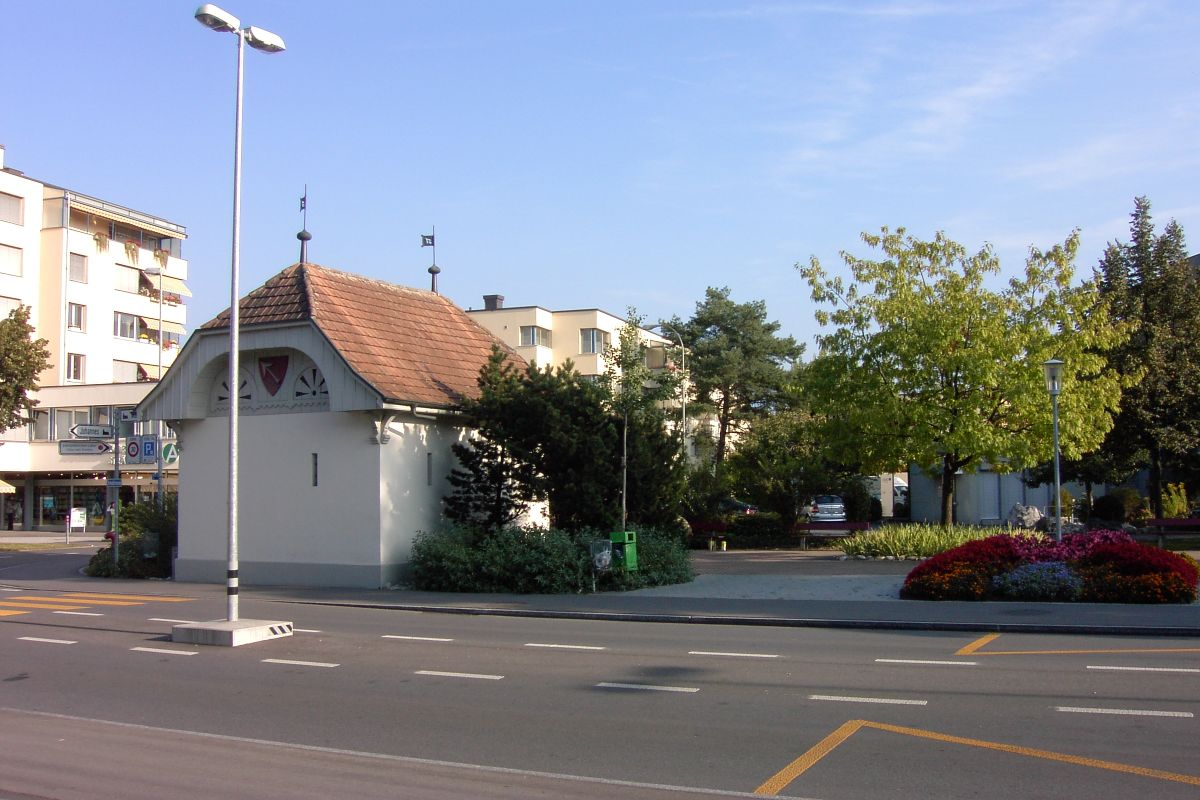
Der Strättligenplatz mit dem Archivgebäude

Das Gebiet der ehemaligen Gemeinde Strättligen umfasst die gesamte Südhälfte der Gemeinde Thun. Dazu gehören die Ortsteile Scherzligen, Dürrenast, Neufeld, Allmendingen, Buchholz, Schoren und Gwatt. Bis auf Allmendingen und Buchholz sind diese heute Teile der geschlossenen Siedlungsfläche der Stadt.
Auf dem Gebiet der ehemaligen Gemeinde Strättligen befinden sich die Ruine der namensgebenden Strättligburg, die Kirche Scherzligen, der Schadaupark mit dem Schloss Schadau und dem Wocher-Panorama, der Bonstettenpark und die Bettlereiche.
Obwohl es kein Dorf oder Quartier namens «Strättligen» gibt, wird der ehemalige Gemeindename auch heute noch verwendet. Mehrere Vereine tragen die Bezeichnung in ihrem Namen; das Coop-Einkaufszentrum in Dürrenast heisst «Strättligenmarkt» und der davor liegende Platz «Strättligenplatz».

## Geschichte
Zahlreiche archäologische Funde belegen eine Besiedlung in ur- und frühgeschichtlicher Zeit. Am bekanntesten sind die Funde aus dem Tempelbezirk von Allmendingen.
1175 wird erstmals das Geschlecht der Freiherren von Strättligen urkundlich erwähnt. Ihr Stammsitz war die Strättligburg. Zum Geschlecht gehörte der Minnesänger Heinrich von Stretelingen, von dem drei Lieder im Codex Manesse verzeichnet sind. Auf dem Höhepunkt ihrer Macht herrschten die Freiherren von Strättligen über einen grossen Teil des westlichen Oberlandes. 1332 zerstörten die Berner ihren Stammsitz, der heute nur noch als Ruine erhalten ist. 1594 kam Strättligen an Bern. 1662 wurde es der Landvogtei Oberhofen zugeteilt; seit 1798 gehörte es zum Amtsbezirk Thun, nach der Verwaltungsreform ab 2010 zum Verwaltungskreis Thun.
Anfang des 20. Jahrhunderts verarmte die Gemeinde zusehends, so dass sie 1920 gezwungen war, sich der Stadt Thun anzuschliessen. Die Burgergemeinde Strättligen blieb aber unabhängig und existiert auch heute noch. Nach der Fusion stieg die Bevölkerungszahl rasch an und die Dörfer wuchsen mit der Stadt zusammen. Auf dem Gebiet der ehemaligen Gemeinde wohnen heute über 20'000 Menschen; das ist rund die Hälfte aller Einwohner von Thun.

## Ruine Strättligen

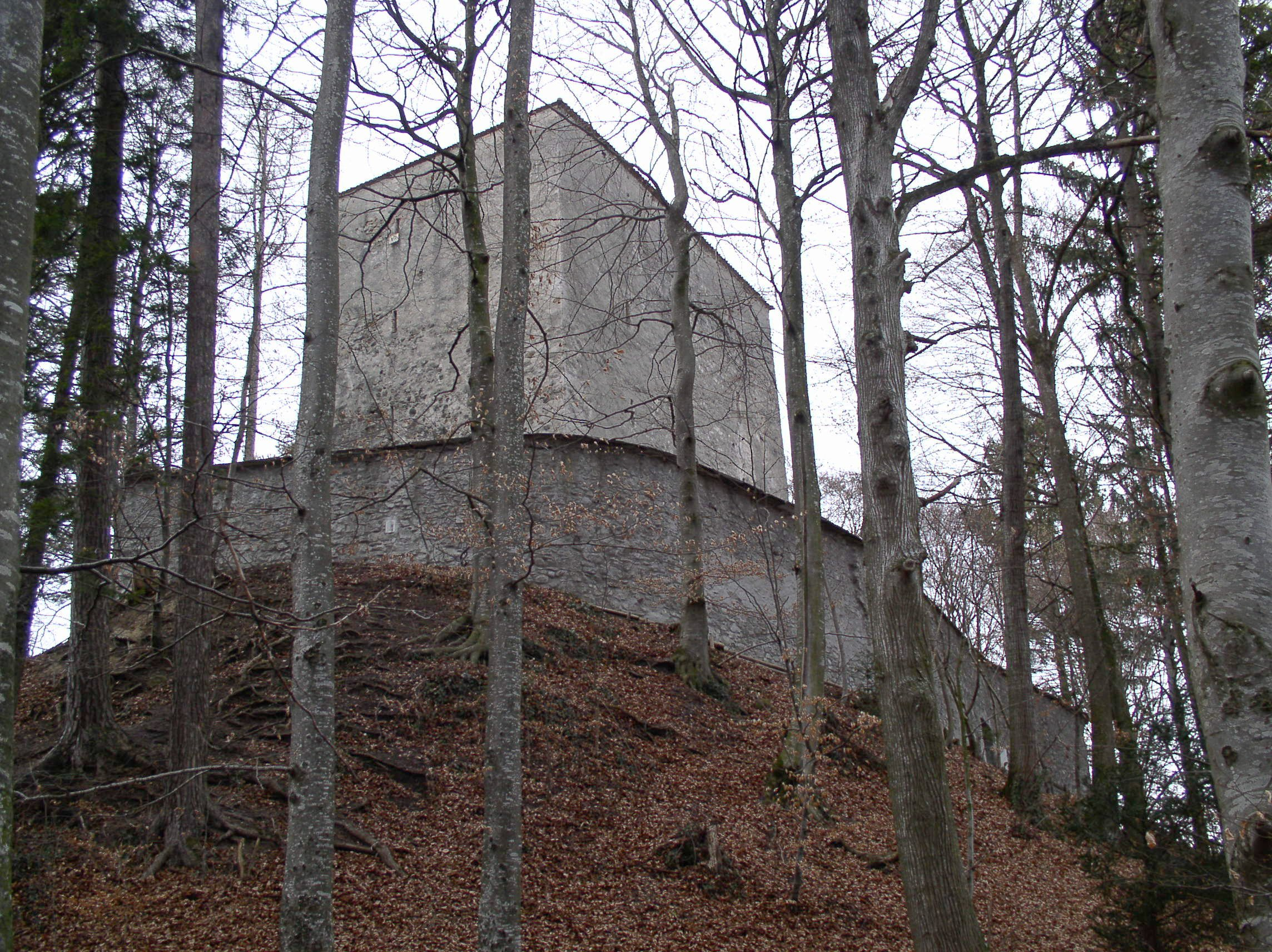
Ruine Strättligen (restaurierte Umfassungsmauer) mit dem Pulverturm von 1699

Der Stammsitz der Freiherren von Strättligen wurde im 13. Jahrhundert erbaut und 1332 zerstört. 1699 wurde ein Teil davon wieder aufgebaut und als Pulverturm (Lager für Schiesspulver) genutzt. Die Anlage wird heute auch Strättligburg oder Strättligturm genannt. Sie ist im Besitz der Stadt Thun und nicht öffentlich zugänglich, kann aber für Feste bei der Liegenschaftsverwaltung gemietet werden.

## Sehenswürdigkeiten
- Kirche Scherzligen